# 2024년 LG 트윈스 시즌
2024년 LG 트윈스 시즌은 LG 트윈스가 KBO 리그에 참가한 35번째 시즌으로, MBC 청룡 시절까지 합하면 43번째 시즌이다. 염경엽 감독이 팀을 이끈 2번째 시즌이며, 주장은 작년에 이어 오지환이 맡았으나, 도중에 김현수로 교체되었다. 팀은 10팀 중 정규 시즌 3위에 올라 6년 연속으로 포스트시즌에 진출했다. 이후 준플레이오프에서 kt 위즈를 3승 2패로 누르고 플레이오프에 진출했다. 그러나 플레이오프에서 삼성 라이온즈를 상대로 1승 3패로 밀려 탈락해 최종 순위는 3위로 유지되었다. 시즌 후 열린 KBO-Fall League에서는 8팀 중 예선 7위에 그쳐 탈락했다.

## 타이틀
- 메이저 리그 베이스볼 서울 시리즈 국가대표: 최일언(코치), 윤진호(코치), 박명근, 문보경
- 프리미어 12 국가대표: 최일언(코치), 임찬규, 유영찬, 박동원, 신민재, 문보경, 홍창기
- KBS 야구회 선정 프리미어 12 A학점: 박동원, 홍창기, 유영찬
- 2024 K-BASEBALL SERIES 국가대표: 최일언(코치), 임찬규, 유영찬, 박동원, 신민재, 문보경, 홍창기
- WBSC U-23 야구 월드컵 국가대표: 김현종
- KBO 골든글러브: 오스틴 (1루수)
- KBO 수비상: 박동원 (포수), 오스틴 (1루수), 홍창기 (우익수)
- KBO 9월 MVP: 오스틴
- 리얼글러브: 박동원 (포수), 박해민 (외야수), 홍창기 (외야수)
- 리얼글러브 어워드 베스트 배터리: 임찬규, 박동원
- 조아제약 프로야구대상 최고포수상: 박동원
- 조아제약 프로야구대상 점프업 상: 손주영
- 오프더야구 시즌 베스트 라인업: 오스틴 (1루수)
- 스탯티즈 기량발전상(투수): 손주영
- 웰컴톱랭킹 3월 투수 1위: 엔스
- 한국갤럽 선정 좋아하는 한국인 야구선수 7위: 오지환
- 준플레이오프 MVP: 임찬규
- 올스타 선발: 박동원 (포수)
- 올스타전 추천선수: 유영찬, 오스틴 (1루수 2위), 김현수, 홍창기
- 올스타전 홈런더비 우승: 오스틴
- 올스타전 홈런더비 컴투스 프로야구존 최다홈런상: 오스틴
- 올스타전 승리감독상: 염경엽
- 한일 드림 플레이어즈 게임 국가대표: 봉중근, 조인성, 박종호, 이대형
- 마구마구 레전드 프랜차이즈: 김태원, 고우석
- 수비 WAR: 박동원 (0.96)
- 출장(타자): 박해민, 문보경 (144)
- 출장(야수): 박해민 (143)
- 타점: 오스틴 (132)
- 볼넷: 홍창기 (96)
- 희생타: 신민재 (15)
- 희생플라이: 문보경, 오스틴 (13)
- 출루율: 홍창기 (0.447)
- 완봉: 켈리 (1)
- 커터 구종가치: 엔스 (15.6)
- 수비이닝: 박해민 (1127)

### 퓨처스리그
- 리얼글러브 퓨처스리그: 함창건, 정지헌, 심규빈
- 퓨처스 올스타: 이믿음, 정지헌, 하영진, 김범석, 함창건
- 출장(타자): 심규빈 (96)
- 도루: 김대원 (32)
- 북부리그 타수: 김성진 (304)
- 북부리그 득점: 송찬의 (56)
- 북부리그 2루타: 송찬의 (23)
- 북부리그 사구: 이주헌 (10)
- 북부리그 평균자책점: 성동현 (4.82)
- 북부리그 다승: 성동현 (9)
- 북부리그 이닝: 성동현 (89.2)

### KBO Fall league
- 출장(타자): 최원영 (8)
- 평균자책점: 임준형 (0.00)
- 다승: 김의준 (2)

## 선수단
- 선발투수: 임찬규, 엔스, 손주영, 최원태, 켈리, 에르난데스, 강효종, 김윤식, 이믿음
- 구원투수: 김진성, 김유영, 이상영, 이종준, 함덕주, 우강훈, 임준형, 윤호솔, 성동현, 김대현, 김진수, 정우영, 이지강, 최동환, 김영준, 정지헌, 박명근, 백승현, 이우찬
- 마무리투수: 유영찬, 진우영
- 포수: 박동원, 이주헌, 전준호, 김성우, 허도환
- 1루수: 오스틴, 이영빈, 김성진, 김범석
- 2루수: 신민재, 김수인
- 유격수: 오지환
- 3루수: 문보경, 구본혁, 김주성, 최명경, 손호영, 김민수
- 좌익수: 문성주, 김현수, 최원영, 안익훈, 최승민, 함창건
- 중견수: 박해민, 김현종
- 우익수: 홍창기
- 지명타자: 김대원, 송찬의

## 특이 사항
- 손주영은 3월 28일 삼성 라이온즈와의 경기에서 데뷔 첫 퀄리트 스타트를 기록했다. 이는 2024 시즌에 나온 1호 데뷔 첫 퀄리티 스타트다.
- 오스틴은 전반기 희생플라이 11개로 KBO 리그 단일 시즌 전반기 최다 기록을 세웠다.
- 이 시즌 LG 트윈스는 총 139만 7499명의 관중을 동원하여 2009년 롯데 자이언츠의 기록을 넘고 단일 시즌 최다 관중 동원 기록을 세웠다.
- 8월 2일 롯데 자이언츠와의 경기는 KBO 리그 사상 처음으로 폭염으로 취소되었다.
- 팀은 이 시즌 KBO 리그 사상 처음으로 샐러리캡 상한액을 초과하여 초과액의 절반을 유소년-아마추어 지원 금액으로 납부하게 되었다.
- 홍창기는 도루기회 337회로 이 시즌 2013년 이후 도루기회가 가장 많았던 선수였다.
- 오지환은 더블스틸 실패 사이 총 4회 진루하여 2013년 이후 KBO 리그 단일 시즌 최다 기록을 세웠다.
- 홍창기는 스트라이크 존 밖 투구 스윙률 15.3%로 2013년 이후 규정 타석 충족 타자 중 단일 시즌 최저 기록을 세웠다.
- 신민재는 상대 투수의 투구가 쉐도우존에 들어온 비율이 7.2%로 2013년 이후 규정 타석 충족 타자 중 가장 낮았다.
- 박동원은 당시 KBO 리그 내 최고 연봉자였다.
- 허도환은 만 40세 때부터의 통산 순출루율 0.162로 KBO 리그 40대 타자 통산 최고 기록을 세웠다.
- 에르난데스는 이 시즌 포스트시즌에서만 3세이브를 기록하여 KBO 리그 외국인 투수 통산 포스트시즌 세이브 1위에 올랐다.